# The Dwarves Must Die
The Dwarves Must Die è il nono album di studio del gruppo punk statunitense Dwarves, il primo sull'etichetta Sympathy for the Record Industry, pubblicato il 21 settembre 2004. Nell'album sono presenti parecchi camei, tra cui Dexter Holland dei The Offspring, Nash Kato degli Urge Overkill, l'icona stoner Nick Oliveri, Josh Freese dei The Vandals, Spike dei Me First and the Gimme Gimmes, il gangsta rap per San Quinn, DJ Marz e l'attore Gary Owens.

## Tracce
1. Bleed On – 2:43
2. FEFU – 2:52
3. Salt Lake City – 2:07
4. Dominator – 1:02
5. Demented – 2:31
6. Blast – 1:15
7. Like You Want – 3:00
8. Relentless – 1:41
9. Massacre – 3:03
10. Runaway No. 2 – 1:40
11. Go! – 1:30
12. Another Classic – 1:02
13. Christ On A Mic – 2:51
14. Downey Junior – 1:50
15. The Dwarves Must Die – 1:32

## Formazione[2]
- Blag Dahlia - voce, produttore, missaggio
- He Who Cannot Be Named - chitarra
- Tony Lombardo - basso
- Rex Everything - basso, voce d'accompagnamento